# Epafrodyt (imię)
Epafrodyt – imię pochodzi od greckiego Epaphroditos i oznacza tyle co uroczy. Łacińskie i greckie odpowiedniki są równobrzmiące. Imieniny obchodzone są 22 marca.